# 地中海蛾科
地中海蛾科（学名：Cimeliidae）为鳞翅目的一个科。

## 下级分类
本科包括以下属：
- Axia Hübner, 1821
- Epicimelia Korb, 1900